# Sissa Trecasali
Sissa Trecasali  (Sèsa Tricasè en dialecte parmesan) est une commune italienne (comune sparso) de la province de Parme dans la région Émilie-Romagne.
Elle est fondée le 1er janvier 2014 à la suite du regroupement des communes de Sissa, siège communal, et Trecasali.

## Administration
| Période                                  | Période  | Identité        | Étiquette    | Qualité |
| ---------------------------------------- | -------- | --------------- | ------------ | ------- |
| 2014                                     | En cours | Nicola Bernardi | Lista civica | Maire   |
| Les données manquantes sont à compléter. |          |                 |              |         |

### Hameaux
Borgonovo, Casalfoschino, Coltaro, Gramignazzo, Isola Jesus, Palasone, Ronco Campo Canneto, San Nazzaro, San Quirico, Sissa (siège communal), Sottargine, Torricella, Trecasali, Viarolo.

## Communes limitrophes
Colorno, Fontanellato, Gussola, Martignana di Po, Parme, Roccabianca, San Secondo Parmense, Torricella del Pizzo, Torrile.

## Population

### Évolution de la population en janvier de chaque année
| 2014 | 2015 | 2016  |
| ---- | ---- | ----- |
| -    | -    | 7 890 |